# Az ismeretlen Drakula
Az ismeretlen Drakula (eredeti cím: Dracula Untold) 2014-ben bemutatott amerikai dark fantasy / akció-horrorfilm, melyet Gary Shore  rendezett (rendezői debütálás), valamint Matt Sazama és Burk Sharpless írt. Ez a Drakula-filmsorozat remakeje; a cselekmény egy eredettörténetet mutat be a címszereplőről, nem Bram Stoker 1897-es regényének történetét használja. A főszereplők Luke Evans, Sarah Gadon, Dominic Cooper, Art Parkinson és Charles Dance. A film forgatása 2013. augusztus 5-én kezdődött Észak-Írországban.
A filmet 2014. október 10-én mutatta be az Universal Pictures, sima és IMAX változatban.
A film világszerte több mint 217 millió dolláros bevételt szerzett, általánosságban vegyes értékeléseket kapott a kritikusoktól; sokan kritizálták a történetet, a következetlen hangvételt és a szereplőket, viszont dicsérték a teljesítményeket és a vizuális effekteket.

## Cselekmény
A csata következtében Vlad halálát feltételezik, melynek eredményeképpen a török hadsereg vereséget szenved, így Európát biztonságban tartják az invázió és a megszállás elől. Vlad fiát koronázzák meg Erdély új fejedelmévé, a Drakula nevet pedig legendaként adják át a jövő nemzedékeinek.
Renfield rátalál a halálközeli állapotban lévő Vladra, majd újjáéleszti, aki aztán elrejtőzik a nyilvánosság elől.
Napjainkban egy Mirenához feltűnően hasonlító nőt keres fel egy férfi, aki virágait kiegészítve elmondja kedvenc versét neki, látszólag véletlenül. A férfi "Vlad" néven, a nő pedig "Mina" néven mutatkozik be, és együtt útra kelnek. A vámpírmester, aki szintén nem öregedett, furcsán néz mindkettejükre, majd a film végén elmondja nekik, hogy „Kezdődjék a játék!”.

## Szereplők
| Szerep                            | Színész            | Magyar hang     |
| --------------------------------- | ------------------ | --------------- |
| Vlad / Dracula                    | Luke Evans         | Szabó Máté      |
| Mehmed szultán                    | Dominic Cooper     | Dányi Krisztián |
| Mirena, Vlad felesége             | Sarah Gadon        | Balsai Móni     |
| Îngeraș, Vlad és Mirena fia       | Art Parkinson      | Straub Martin   |
| Vámpírmester                      | Charles Dance      | Dunai Tamás     |
| Cazan, Vlad tanácsadója           | William Houston    | Sörös Sándor    |
| Dumitru, Vlad egyik embere        | Diarmaid Murtagh   | Seder Gábor     |
| Petru kapitány                    | Noah Huntley       | Törköly Levente |
| Lucian testvér, szerzetes         | Paul Kaye          | Zöld Csaba      |
| Shkelgim, titokzatos Romani       | Zach McGowan       | Fehér Tibor     |
| Hamza Bey, Mehmed egyik tábornoka | Ferdinand Kingsley | Láng Balázs     |
| Ömer Bey hadvezér                 | Joseph Long        | Csuha Lajos     |